# Arianna Rivas
Arianna Rivas (Estados Unidos, 5 de mayo de 2001) es una actriz y modelo estadounidense. Es conocida por coprotagonizar la película A Working Man junto a Jason Statham.

## Trayectoria
Comenzó su formación actoral en el teatro de River Ridge High School. Su primera participación acreditada en una producción cinematográfica data de 2019, en el cortometraje The Roommate.
A lo largo de su carrera, ha participado en diversos cortometrajes como Group C, Up in Flames y Boo Boo Barry. También ha sido parte de largometrajes como Prom Dates y The Harvest. En diciembre de 2024, se anunció su incorporación al elenco de The Black Phone 2, secuela de The Black Phone, protagonizada por Ethan Hawke. En marzo de 2025 se estrenó A Working Man, película que coprotagoniza con Jason Statham.

## Filmografía

#### Televisión
- Danger Force (2021) temporada 1 episodio 18 como Bella.

#### Cortometrajes
- The Roommate (2019) como Vivian.
- Boo Boo Barry (2019) como Crystal.
- Saudade (2020) como Monica.
- Group C (2024) como Tiffany.
- Up in Flames (2024) como Atsila.
- The Wisdom Tree (2024) como la voz de Camille.
- Life After (en producción) como Kristina.

#### Cine
- The Harvest (2023) como Julie.
- Prom Dates (2024) como Lexi.
- A Working Man (2025) como Jenny García.
- The Black Phone 2 (2025)